# 추리의 여왕
《추리의 여왕》은 2017년 4월 5일부터 2017년 5월 25일까지 KBS 2TV에서 방영된 수목 미니시리즈
이다. 주인공 생활밀착형 추리의 여왕(추리퀸) 설옥과 하드보일드 열혈형사 하완승이 미궁에 빠진 사건을 풀어내고, 범죄로 상처 입은 이들의 마음을 마음을 어루만진다. 최강희가 유설옥 역, 권상우가 하완승 역으로 출연하였다.

## 등장인물

### 주요 인물
- 최강희: 유설옥 역 (아역 송수현)
- 권상우: 하완승 역 - 서동서 폭력 2팀 형사 (아역 권수현)
- 이원근: 홍준오 역 - 신출내기 꽃미남 배방2파출소장
- 신현빈: 정지원 역 - 대형 로펌 '하앤정'의 변호사

### 유설옥의 주변 인물
- 김현숙: 김경미 역 - 설옥의 친구. 동호네 도시락 가게 사장.
- 전수진: 김호순 역 (아역 구지혜) - 설옥의 시누이. 행동 심리학 박사
- 박준금: 박경숙 여사 역 - 사사건건 간섭하며 설옥을 괴롭히는 시어머니

### 하완승의 주변 인물
- 안길강: 배광태 팀장 역 - 서동 경찰서 강력 2팀 팀장
- 김민재: 이동기 경사 역 - 서동 경찰서 강력 2팀 형사
- 장광: 하재호 대표 역 - 국내 최대 법무법인 '하앤정'의 대표. 완승의 아버지
- 양익준: 장도장 역 - 조폭 두목. 김 실장의 행동대장

### 그 외 인물
- 박병은: 우성하 경감 역 - 경찰청 범죄행동분석 팀장
- 이유준: 박원호 역
- 정인기: 장우섭 경장 역 - 배방2파출소
- 이시원: 서현수 역
- 정연주
- 이용녀: 고스톱 아줌마 역
- 백현주: 고스톱 아줌마 역
- 길해연: 고스톱 아줌마 역
- 김주영
- 이석원
- 홍경: 양아치 역
- 이선희: 슈퍼주인 역
- 박민수: 슈퍼주인 아들 역
- 장찬윤: 소년 역
- 고진호
- 계승호
- 이민재: 불량학생 역
- 윤여학
- 이정현
- 홍주형
- 옥주리
- 공다임
- 전진기: 박성만 형사과장 역
- 한기웅: 노두길 역
- 임재근
- 정희나
- 안희주
- 오난주
- 신연숙
- 이선희
- 성기윤: 차용출 역 - 희철 부
- 김현빈: 희철 역
- 정민성: 용출 친구 역
- 이채경: 이명희 역 - 희철 모
- 김영권
- 최남욱
- 이타
- 정종열
- 김효명
- 심완준: 고 형사 역
- 오승희
- 금준현
- 이대연: 설옥 부 역
- 정경호: 정상원 역 - 하앤정 변호사
- 정인겸
- 박명신: 설옥 모 역
- 노민정
- 민지
- 민정섭
- 김중돈
- 이가경
- 이규호
- 윤종원
- 정호
- 정종우
- 홍희원: 표실장 역
- 최혜정
- 한여울
- 김미희
- 하진
- 홍솔
- 서명찬
- 최나무: 호순 후배 역
- 김재철
- 우혜영
- 구지혜
- 홍진기
- 김재철
- 서민경
- 강보라
- 주연아
- 김해곤
- 김보민
- 문아람
- 김인호
- 강정구
- 이태윤
- 최윤빈
- 신동은
- 신우주
- 이창직
- 박진수
- 주성
- 이행
- 권기주
- 권수현: 완승의 청소년시절역
- 최승윤
- 주석태: 조폭 역
- 권혁수
- 강신구
- 민지: 고주연 역
- 김근아
- 공윤찬: 승재 역
- 차래형
- 정영기
- 김태훈
- 최민금
- 이영실
- 김재흠
- 라경민
- 이지우
- 강신구
- 박팔영
- 이동규: 박영수 역
- 조지승
- 나가오 유끼미쯔
- 이예원
- 김용진
- 정은성
- 박성민
- 장우진
- 김연주
- 공호석
- 김혜란
- 홍경영
- 추귀정
- 손새빈
- 권정현
- 김태훈
- 조수혁
- 이현성
- 이성우
- 정현석
- 정유환
- 이예린
- 진현광: 감찰팀 역
- 강동엽
- 박원호
- 여운복

### 특별 출연
- 안세하: 안내 경찰 이검일 역
- 이호재: 희철 조부 역

## 시청률
최저 시청률과 최고 시청률은 시청률 조사회사와 지역별로 시청률에 차이가 있을 수 있습니다.
| 2017년      | 2017년      | 2017년         | 2017년       | 2017년         | 2017년       |
| 회차        | 방송일      | TNmS 시청률    | TNmS 시청률  | AGB 시청률     | AGB 시청률   |
| 회차        | 방송일      | 대한민국(전국) | 서울(수도권) | 대한민국(전국) | 서울(수도권) |
| ----------- | ----------- | -------------- | ------------ | -------------- | ------------ |
| 제1회       | 4월 5일     | 10.8%          | 12.1%        | 11.2%          | 12.4%        |
| 제2회       | 4월 6일     | 9.8%           | 11.0%        | 9.5%           | 10.0%        |
| 제3회       | 4월 12일    | 10.9%          | 12.4%        | 10.1%          | 10.2%        |
| 제4회       | 4월 13일    | 12.5%          | 13.2%        | 11.6%          | 12.1%        |
| 제5회       | 4월 19일    | 8.6%           | 10.6%        | 7.7%           | 7.7%         |
| 제6회       | 4월 20일    | 10.4%          | 12.0%        | 10.9%          | 11.2%        |
| 제7회       | 4월 26일    | 10.4%          | 12.1%        | 10.7%          | 11.6%        |
| 제8회       | 4월 27일    | 9.6%           | 11.7%        | 10.5%          | 11.6%        |
| 제9회       | 5월 3일     | 9.4%           | 10.9%        | 9.2%           | 9.3%         |
| 제10회      | 5월 4일     | 9.3%           | 10.9%        | 9.0%           | 9.4%         |
| 제11회      | 5월 10일    | 9.0%           | 9.9%         | 8.7%           | 8.8%         |
| 제12회      | 5월 11일    | 8.6%           | 10.5%        | 9.2%           | 9.5%         |
| 제13회      | 5월 17일    | 8.9%           | 9.0%         | 8.7%           | 8.5%         |
| 제14회      | 5월 18일    | 7.3%           | 7.6%         | 8.2%           | 8.0%         |
| 제15회      | 5월 24일    | 7.2%           | 7.3%         | 8.4%           | 8.3%         |
| 제16회      | 5월 25일    | 7.9%           | 7.6%         | 8.3%           | 8.4%         |
| 평균 시청률 | 평균 시청률 | 9.4%           | 10.6%        | 9.5%           | 9.8%         |

## 참고 사항
- KBS 드라마운영팀의 황의경 팀장의 인터뷰에서, "기획 단계에서, 지난 2016년 KBS 드라마 경력 작가 극본 공모전에서, 5대 1의 경쟁률을 뚫고 당선된 미스터리 추리 드라마이므로, 과거로부터 걸려온 간절한 신호(무전)으로 연결된 과거의 형사들이 다양한 영구 미제 사건들을 다시 풀어나가는 미스터리 스릴러 드라마로 배경에 관심을 모았던 tvN 금토 드라마 '시그널'과는 달리, 미스터리적인 요소를 가미하여, 각종 범죄로 억울하게 상처 받은 피해자들의 고통을 헤아리기 위해, 모든 계층이 누구나 공감할 수 있는 웰메이드 드라마로 제작하여, 전작인 지상파 유일의 비즈니스 코미디 드라마 '김과장'의 차기작으로 최종 확정했다"라고 덧붙였다.

## 동시간대 드라마
- MBC 수목드라마
  - 《자체발광 오피스》(2017년 3월 15일~2017년 5월 4일)
  - 《군주 - 가면의 주인》(2017년 5월 10일~2017년 7월 13일)
- SBS 수목드라마
  - 《사임당, 빛의 일기》(2017년 1월 26일~2017년 5월 4일)
  - 《수상한 파트너》(2017년 5월 10일~2017년 7월 13일)

## 같이 보기
- 형사 드라마
- 대한민국의 텔레비전 드라마 목록 (ㅊ)
- 2017년 대한민국의 텔레비전 드라마 목록

[현:촬영장. 구 충남도청 청사]